# You and Your Heart
«You And Your Heart» es una canción del músico y compositor hawaiano Jack Johnson. Es el primer sencillo del álbum To the Sea, lanzado el 1 de junio de 2010. La canción comenzó a tocar en las radios a principios de abril de 2010 y fue lanzada a través de descarga del 6 de abril.

## Posicionamiento en listas
| Lista (2010)                     | Mejor posición |
| -------------------------------- | -------------- |
| Alemania Singles Chart           | 83             |
| Canadá Hot 100                   | 40             |
| Japón Hot 100                    | 42             |
| Estados Unidos Billboard Hot 100 | 20             |
| Estados Unidos Rock Songs        | 13             |
| Estados Unidos Alternative Songs | 15             |
| Estados Unidos Adult Pop Songs   | 38             |